# Júlia Takács

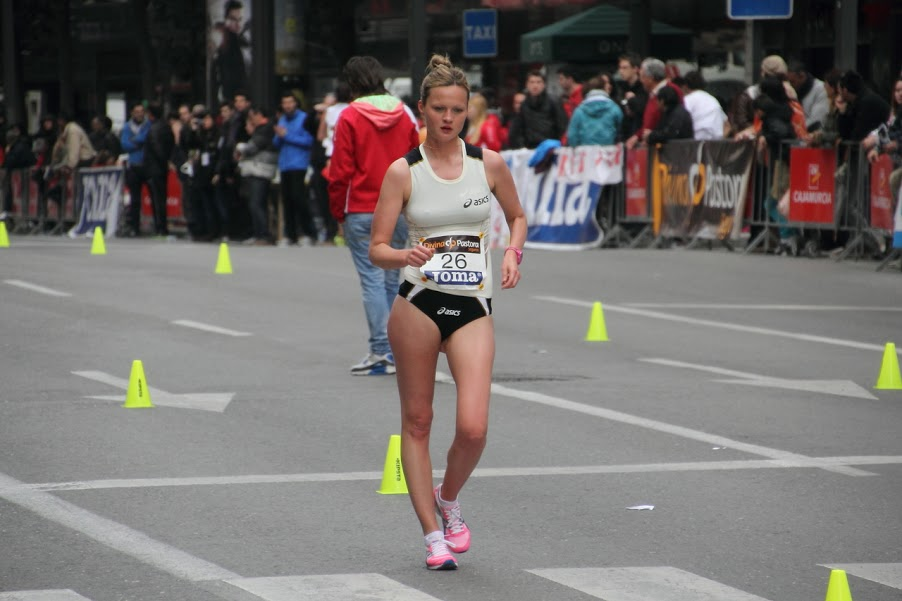
Julia Takacs en el Campeonato de España de Marcha Atlética. 3 de marzo de 2013, Murcia.

Júlia Takács Nyerges (Budapest, Hungría, 29 de junio de 1989) es una exatleta española especializada en marcha atlética. Posee el récord de España de 50 km marcha, prueba que ya no se celebra, siendo sustituida por los 35 km marcha.

## Actividad internacional
Húngara de nacimiento, posee la nacionalidad española desde junio de 2008, habiendo competido internacionalmente por España desde entonces.
Entre sus éxitos deportivos internacionales destacan el bronce en el campeonato de Europa de 2018 en los 50 km marcha, el oro en las Universiadas de Shenzhen en 2011; plata en el Campeonato Iberoamericano de Atletismo de 2010 y bronce en el Europeo Sub-23 de Ostrava en 2011. En el Campeonato Mundial Junior de Atletismo de 2008, que se celebró en la ciudad polaca de Bydgoszcz, ocupó la sexta posición. En el Campeonato Europeo de Atletismo de 2018, celebrado en Berlín, consiguió la medalla de bronce en la prueba de los 50 km marcha femeninos. En 2021 se anunció una descalificación retroactiva por dopaje de la atleta que terminó segunda en esa competición, de modo que Takács podría convertirse en medalla de plata de la misma.
En 2019 obtuvo la medalla de plata en la prueba de 50 km de la Copa de Europa de marcha con un tiempo de 4ː05ː46, lo que supuso un nuevo récord de España de la distancia.
Anunció su retirada en mayo de 2022.

## Actividad nacional
En el ámbito nacional, ha sido campeona de España feminina en pista los años 2009 y 2011; y es la actual récord de España femenin de los 50 km.

## Mejores marcas
| Año  | Competición                                                            | Lugar              | Tiempo   | Distancia |
| ---- | ---------------------------------------------------------------------- | ------------------ | -------- | --------- |
| 2014 | X Meeting Iberoamericano de Atletismo                                  | Huelva, España     | 12:11.27 | 3.000 m   |
| 2014 | XXVII Encuentro Diputación de Cáceres                                  | Cáceres, España    | 20:30.04 | 5.000 m   |
| 2014 | XCIV Campeonato de España Absoluto                                     | Alcobendas, España | 42:23.37 | 10.000 m  |
| 2010 | XXXIV Gran Premio de Marcha de Moratalaz                               | Madrid, España     | 21:52    | 5 km      |
| 2018 | XXXII Gran Premio Marcha Cantones de La Coruña - Trofeo Sergio Vazquez | La Coruña, España  | 44ː11    | 10 km     |
| 2018 | XXXII Gran Premio Marcha Cantones de La Coruña - Trofeo Sergio Vazquez | La Coruña, España  | 1h27:58  | 20 km     |
| 2019 | 13.ª Copa de Europa de Marcha                                          | Alytus, Lituania   | 2h29:38  | 30 km     |
| 2019 | 13.ª Copa de Europa de Marcha                                          | Alytus, Lituania   | 4h05:46  | 50 km     |

## Palmarés
| Representando España | Representando España      | Representando España     | Representando España | Representando España |
| Año                  | Competición               | Lugar                    | Tiempo               | Distancia            |
| -------------------- | ------------------------- | ------------------------ | -------------------- | -------------------- |
| 2011                 | Universiada               | Shenzhen, China          | 1.ª - 1h:33:51       | 20 km                |
| 2010                 | Campeonato Iberoamericano | San Fernando, España     | 2.ª - 43:35,50       | 10 km                |
| 2011                 | Campeonato Europeo sub-23 | Ostrava, República Checa | 1.ª - 1h:31:55       | 20 km                |
| 2018                 | Campeonato Europeo        | Berlín, Alemania         | 3.ª - 4h:15:22       | 50 km                |
| 2019                 | Copa de Europa de Marcha  | Alytus, Lituania         | 2.ª - 4h:05:46       | 50 km                |
| 2019                 | Campeonato del Mundo      | Doha, Catar              | 8.ª - 4h:38:20       | 50 km                |